# Édouard Rosset-Granger

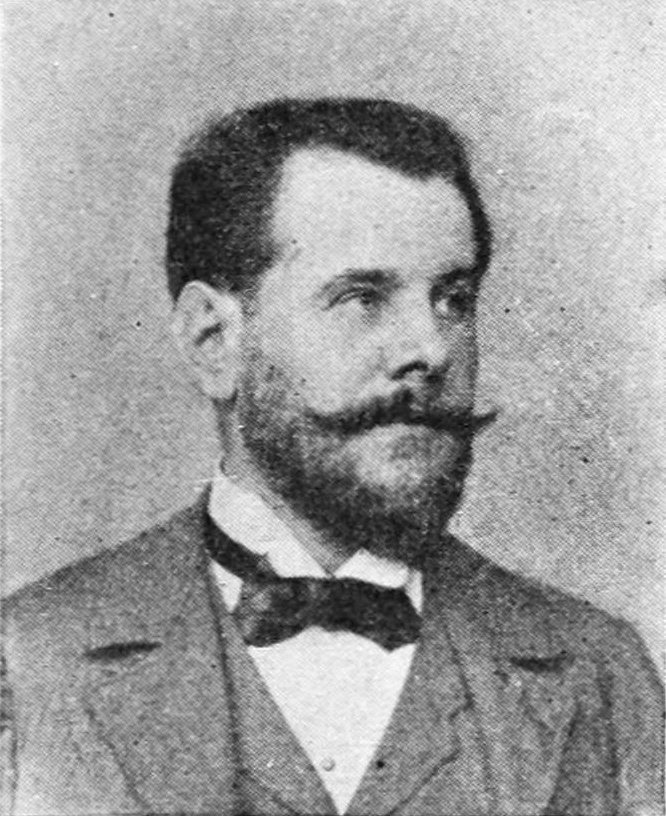
Édouard Rosset-Granger

Édouard Rosset-Granger (* 9. Juli 1853 in Vincennes, Département Val-de-Marne; † 1934 in Paris) war ein französischer Maler; ein typischer Vertreter der akademischen Kunst.

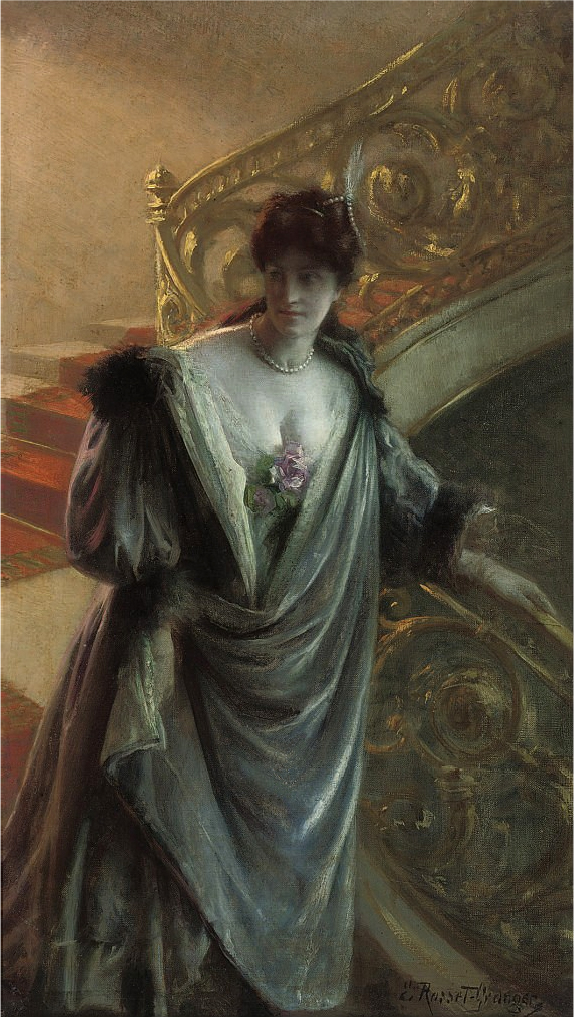
Édouard Rosset-Granger: Auf dem Weg zum Ball, um 1900

## Leben
Rosset-Granger studierte an der École des Beaux-Arts (EBA) bei Alexandre Cabanel, Édouard Dubufe und Alexis-Joseph Mazerolle. Unterstützt durch seine Lehrer, konnte er bereits 1878 auf der großen Jahresausstellung der Société des Artistes Français (SAF) erfolgreich debütieren.
1900 gab Stéphane Adolphe Dervillé, Präsident der Eisenbahngesellschaft PLM, bei Rosset-Granger 26 Bilder in Auftrag, um den Salle Dorée des Restaurants Le Train Bleu im Gare de Lyon in Paris auszuschmücken.
Als Mitglied des Société nationale des beaux-arts betraute man Rosset-Granger 1906 mit der Ausgestaltung des Rathauses von Saint-Mandé (Département Île-de France). Zusammen mit Guillaume Dubufe (1853–1909) arbeitete er bis 1909 an diesem Auftrag. Während dieser Jahre unterhielt Rosset-Granger auch ein großes Atelier in Paris (17. Arrondissement).
Édouard Rosset-Granger starb 1934 mit über 80 Jahren in Paris und fand dort auch seine letzte Ruhestätte.

## Ehrungen
- 1889 Silbermedaille der SAF
- 1900 Prämierung der SAF
- Ritter der Ehrenlegion

## Werke (Auswahl)
Aquarelle
- Nu à la lampe à petrole.
- Nature morte à la lecture.

Ölgemälde
- Orphée 1884.
- La Cueillette des figues à Capri 1887.
- Portrait de Mme R. D. 1896.
- Tête de jeune paysanne. 1896.
- La somnambule. 1897.
- Portrait de A.B. 1900.
- Portrait de Mt. G. S. 1906.
- Portrait de peintre Alfred Agache. 1980.
- L'arrivée au châteu. 1910.
- Élegante assise. 1910.

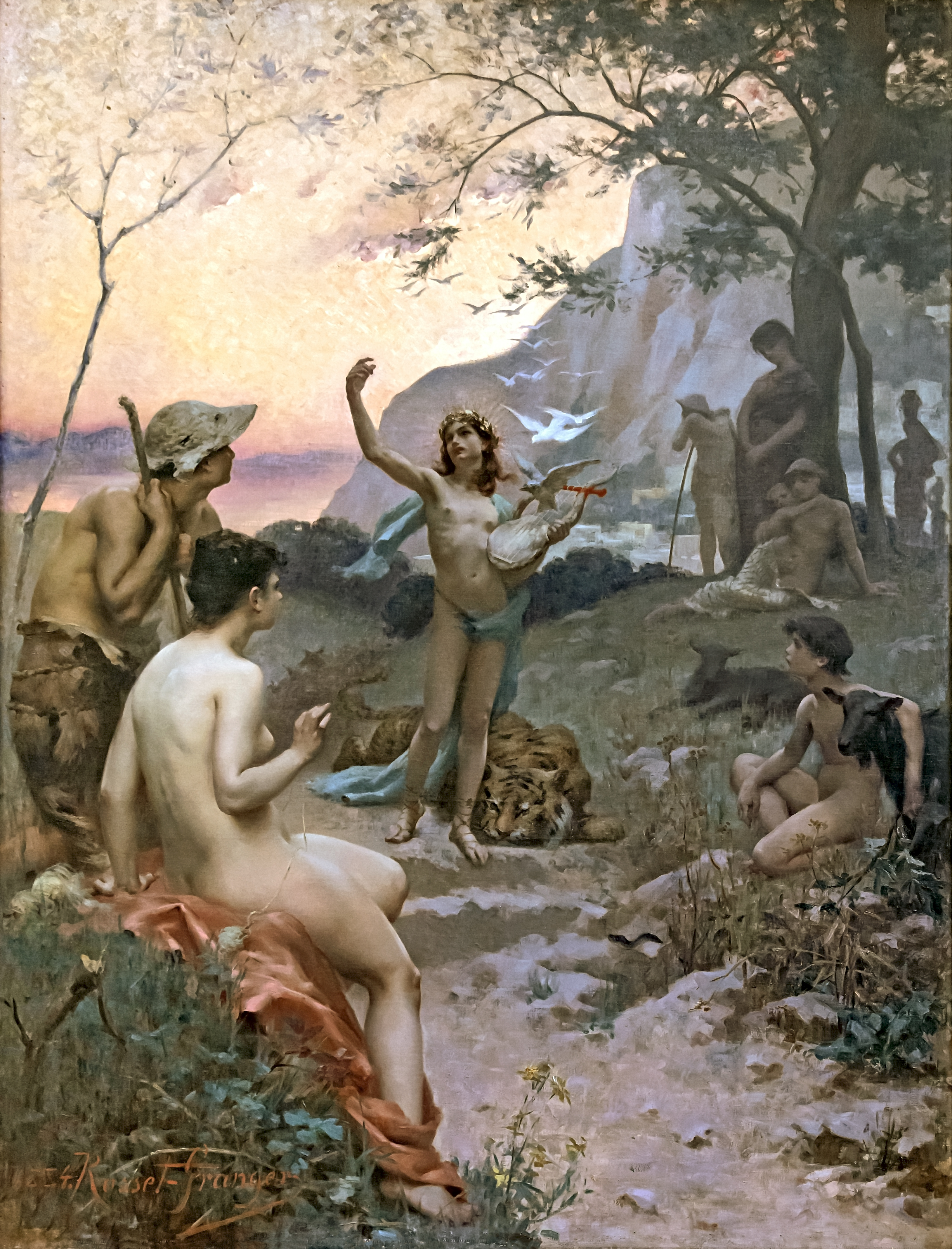
Orphée 1884 Musée des beaux-arts   Carcassonne
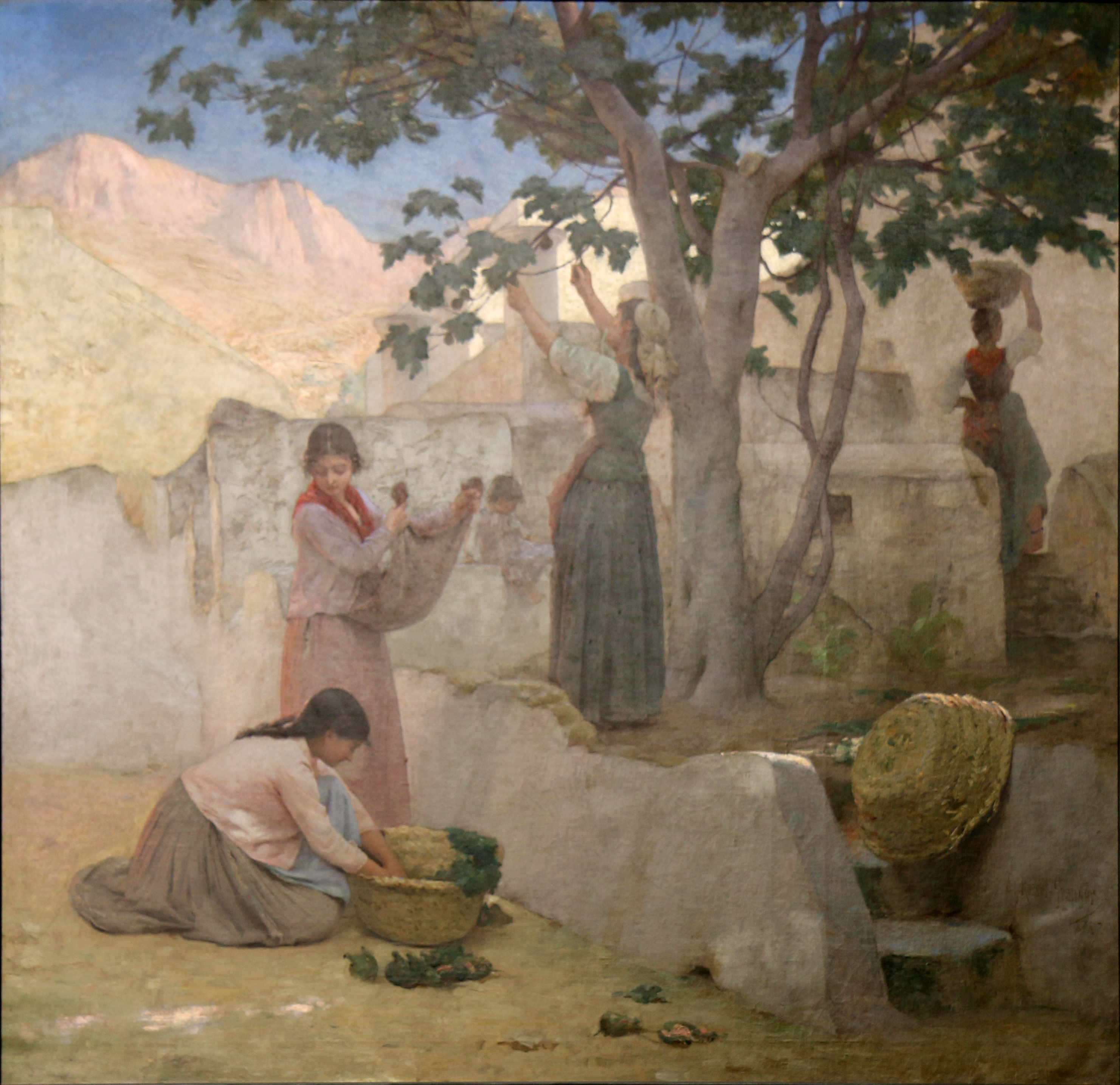
La Cueillette des figues à Capri 1887 Aix-en-Provence, Musée Granet

Illustrationen
- Les Lettres et les arts. Revue illustré. 1886ff. ISSN 2019-0204.
- Gil Blas illustré. 1893ff. ISSN 1149-946X.